# Мельник, Михаил Георгиевич
Михаи́л Гео́ргиевич Ме́льник (1915, Киев — 1969) — советский футболист, нападающий.
Воспитанник школы Вагоно-ремонтного завода Киева. В Кубке и первенстве СССР играл за киевские команды «Большевик» (1936), «Локомотив»/«Локомотив юга» (1937, 1940), «Динамо» (1945—1947). В составе «Динамо» провёл 23 матча в чемпионате СССР, полуфиналист Кубка СССР 1946 года.